# Ojuriego
Ojuriego es una aldea del término de Villafufre (Cantabria, España). Destaca una capilla gótica, construida en el siglo XVI, que conserva el retablo y la imaginería originales, incluyendo una estatua de la Virgen con el Niño.
En sus inmediaciones abundan sobre todo las peras, aunque también pueden encontrarse higos o las cerezas.
El 2 de junio se celebra la fiesta de santa Isabel, para lo cual, entre otros actos, hay una pequeña procesión y una romería.